# Blount County (Alabama)
Blount County is een county in de Amerikaanse staat Alabama.
De county heeft een landoppervlakte van 1.672 km² en telt 51.024 inwoners (volkstelling 2000). De hoofdplaats is Oneonta.

## Bevolkingsontwikkeling

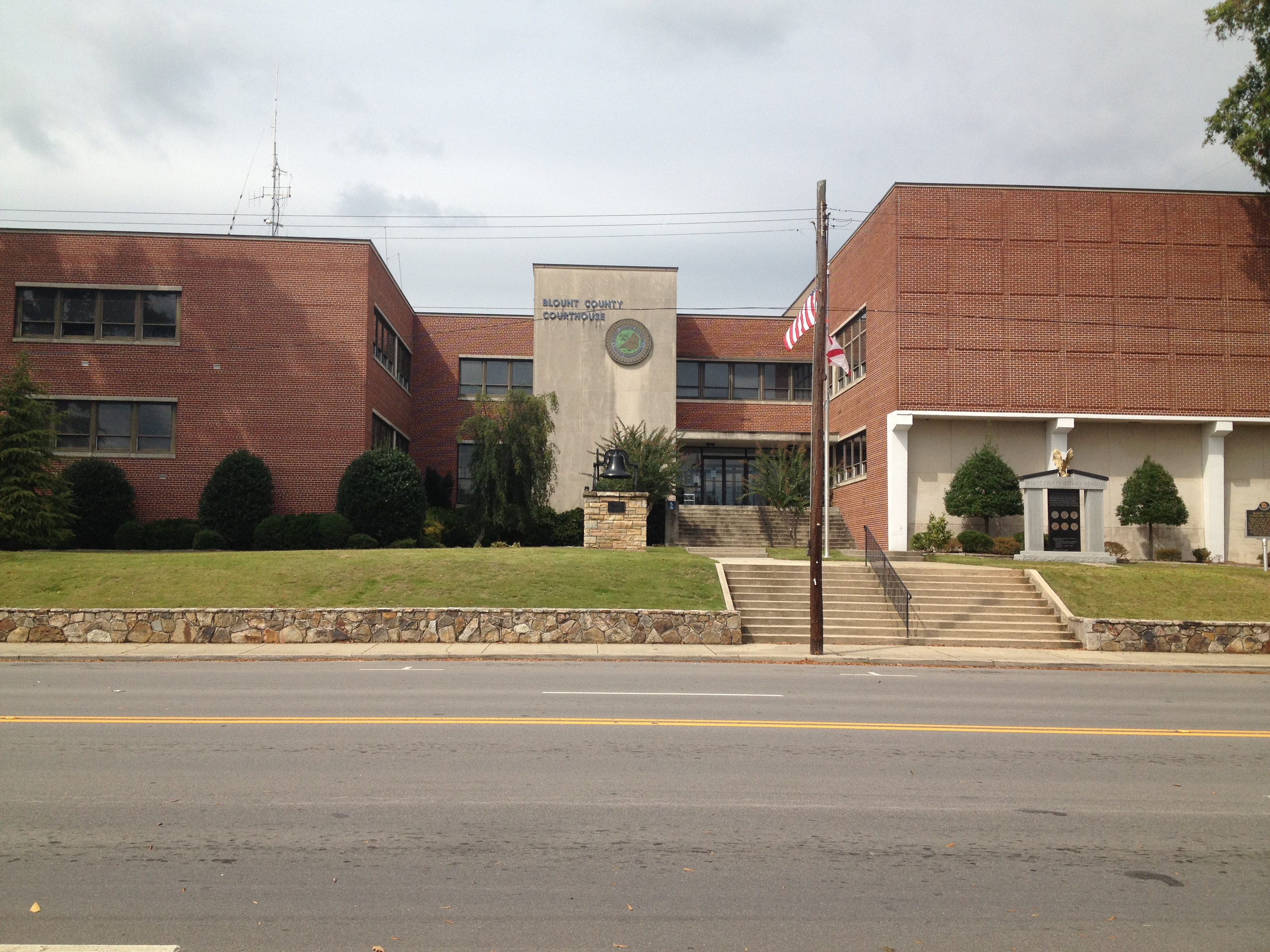
Blount County Courthouse